# Groitzsch (Jesewitz)
Groitzsch ist ein Ortsteil der Gemeinde Jesewitz im Landkreis Nordsachsen, Sachsen.

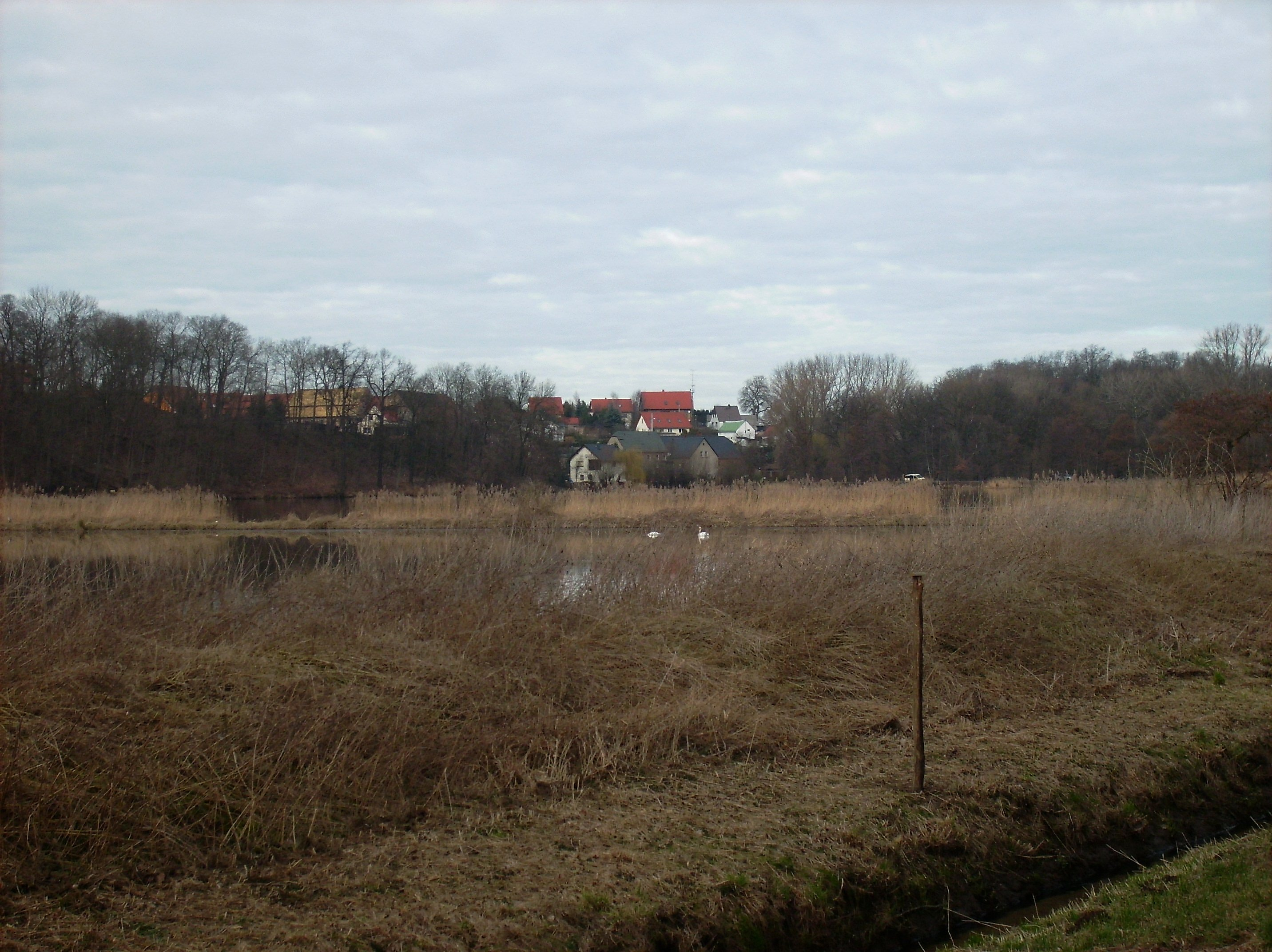
Groitzsch und Muldenaue

## Lage
Der Ort liegt etwa drei Kilometer südlich von Eilenburg und etwa sechs Kilometer westlich des Hauptortes Jesewitz. Im Westen führt die Bundesstraße 107, im Osten fließt die Mulde in Mäandern am Ort vorbei. Im Nordosten von Groitzsch zweigt der (Eilenburger) Mühlgraben oberhalb des Kollauer Wehres von der Mulde ab.

## Geschichte
Das Alter der aufgefundenen altsteinzeitlichen Pferdedarstellungen auf dem Tonschieferplättchen vom Kapellenberg datiert auf 12000 Jahre. 
Groitzsch wurde im Jahre 1184 erstmals urkundlich als Groitz erwähnt. Damals handelte es sich um eine Burgfeste. Dieses Rittergut wird heute für private Wohnzwecke genutzt. Das Kornhaus wurde im 18. Jahrhundert erbaut. Zum Ort gehört ein Friedhof mit einer Kapelle.
Groitzsch gehörte bis 1815 zum kursächsischen bzw. königlich-sächsischen Amt Eilenburg. Durch die Beschlüsse des Wiener Kongresses kam der Ort zu Preußen und wurde 1816 dem Kreis Delitzsch im Regierungsbezirk Merseburg der Provinz Sachsen zugeteilt, zu dem er bis 1952 gehörte.
Zum 20. Juli 1950 wurde der Nachbarort Kossen eingemeindet. Die seit 1816 bestehende Zugehörigkeit zu Delitzsch wurde bei der Gebietsreform 1952 wieder aufgehoben und Groitzsch mit Kossen dem Kreis Eilenburg im Bezirk Leipzig zugeordnet. Am 1. Oktober 1972 wurde Groitzsch  nach Gotha eingemeindet. Nach der Deutschen Wiedervereinigung kam das Eilenburger Kreisgebiet zum wiedergegründeten Freistaat Sachsen. Da die Gemeinde Gotha mit ihren etwa 280 Einwohnern zu klein war, um weiterhin eigenständig bleiben zu können, schloss sie sich mit Wirkung zum 1. März 1994 mit Liemehna, Pehritzsch und Jesewitz zur neuen Gemeinde Jesewitz zusammen. Auf Basis der Grenzen vor 1994 wurden innerhalb der Gemeinde vier Ortschaften gebildet. Die Ortschaft Gotha mit Gotha, Gostemitz, Groitzsch und Kossen wird vom dortigen Ortschaftsrat vertreten. Die folgenden Gebietsreformen in Sachsen ordneten Jesewitz am 1. August 1994 wieder einem Landkreis Delitzsch und 2008 dem Landkreis Nordsachsen zu.

## Sonstiges
Außerhalb des Ortes befinden sich mehrere Teiche bzw. Seen.

## Impressionen

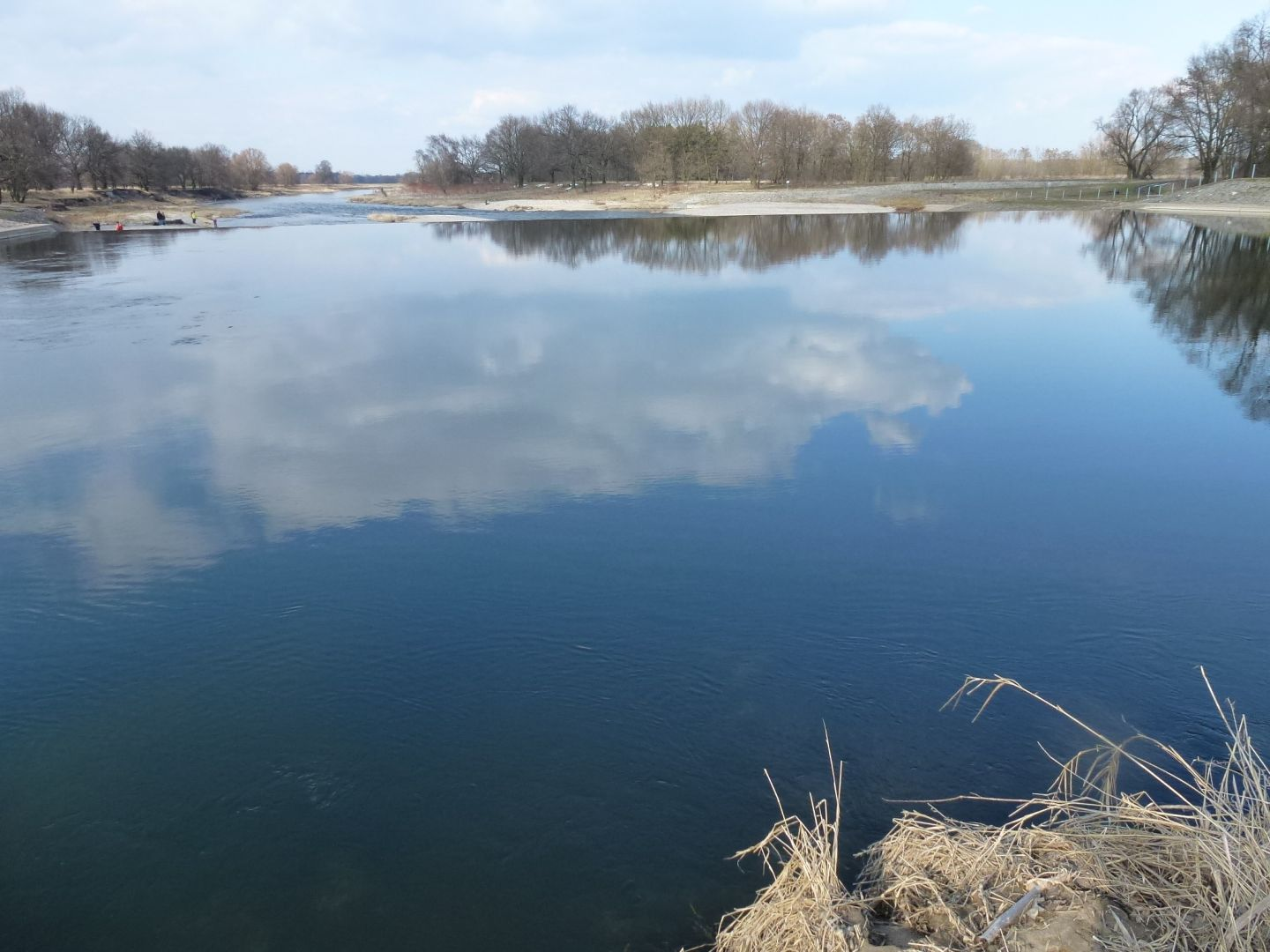
Abzweig des Mühlgrabens und Mulde bei Groitzsch oberhalb des Kollauer Wehres
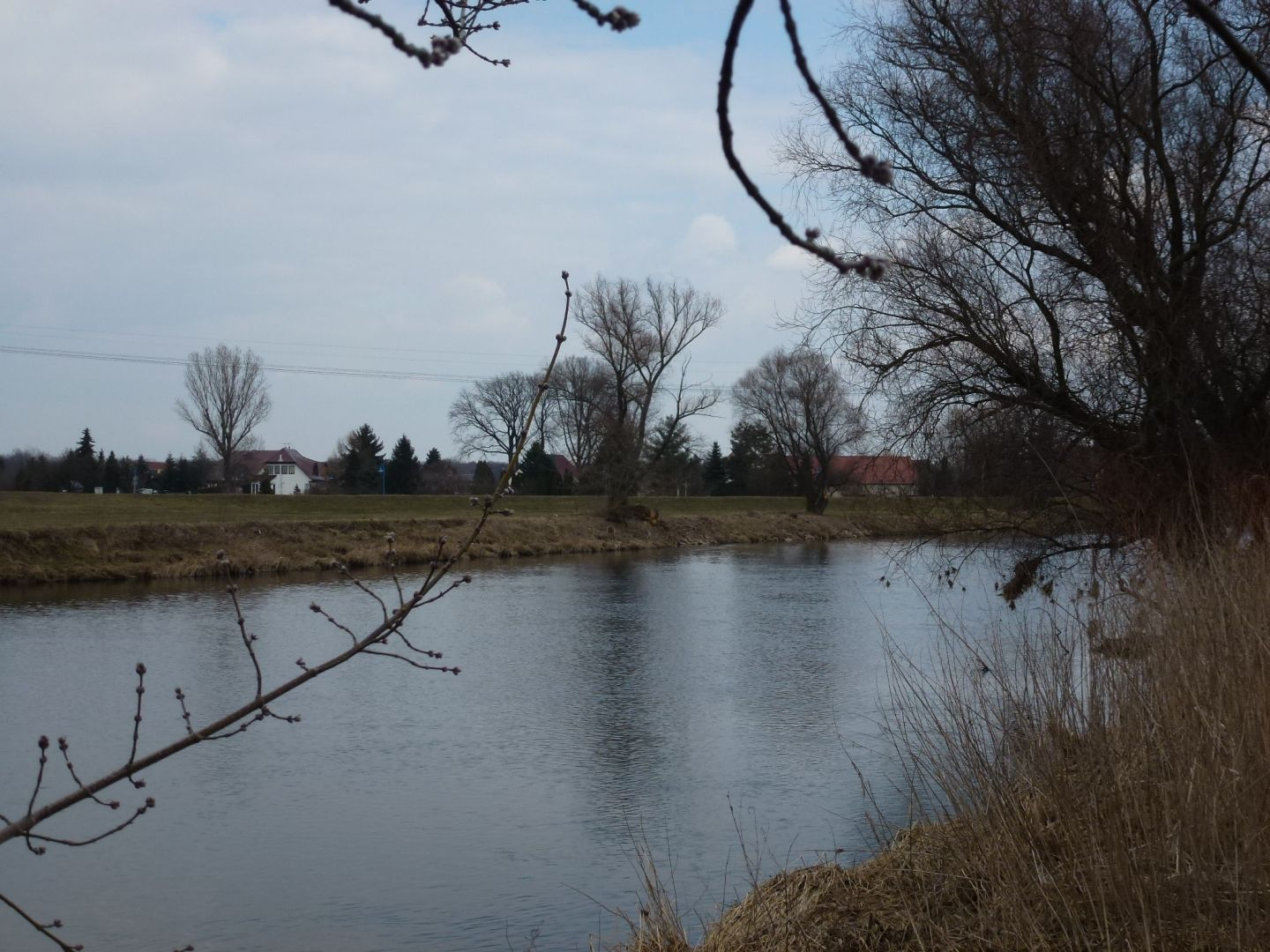
Blick vom Groitzscher Ufer der Mulde nach Kollau
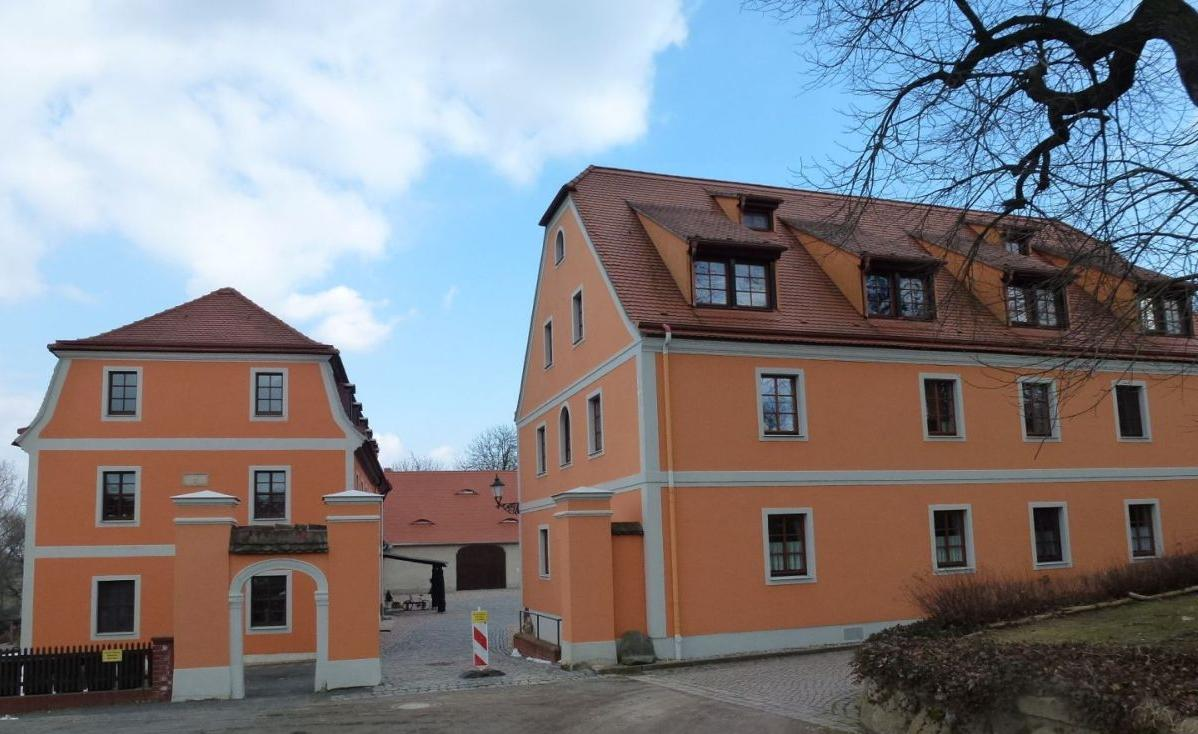
Rittergut
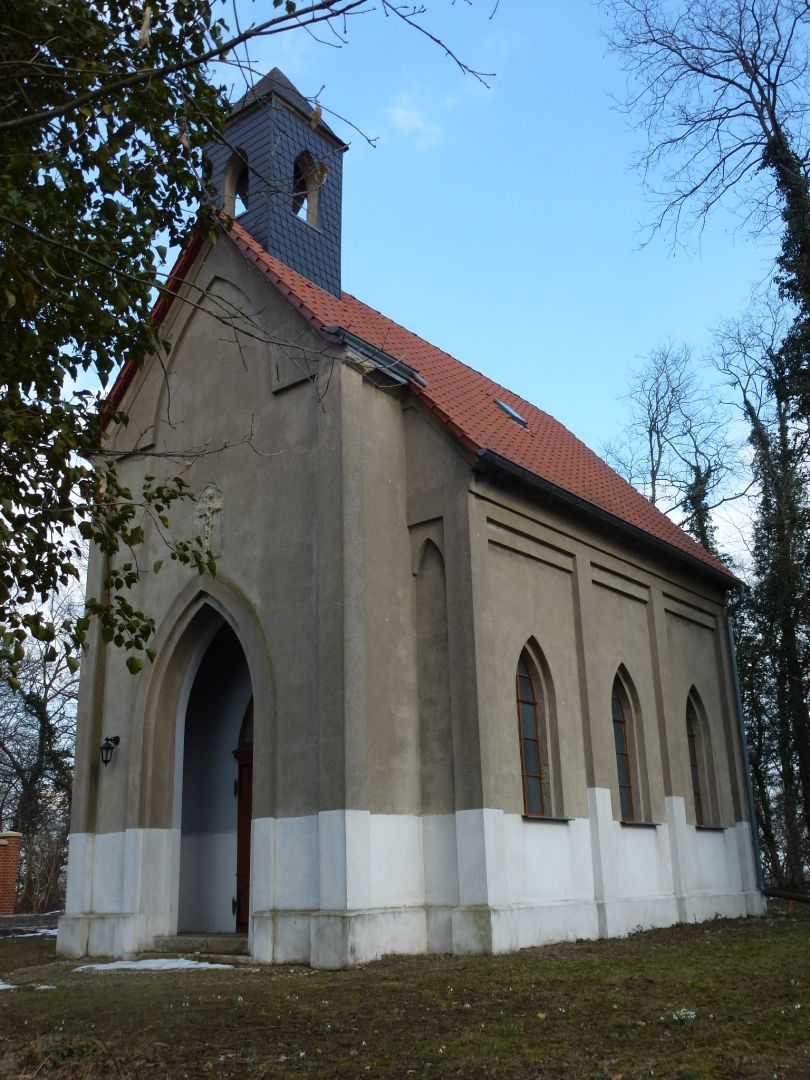
Kapelle
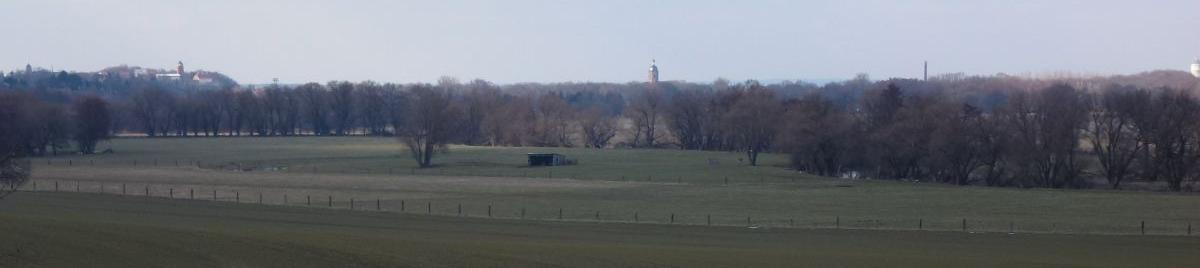
Blick von Groitzsch auf Eilenburg